# San Andrés, Santander
San Andrés là một khu tự quản thuộc tỉnh Santander, Colombia. Thủ phủ của khu tự quản San Andrés đóng tại San Andrés Khu tự quản San Andrés có diện tích 222 ki lô mét vuông. Đến thời điểm ngày 28 tháng 5 năm 2005, khu tự quản San Andrés có dân số 11211 người.